# Tom Karnowski
Tom Karnowski est un producteur et scénariste américain.

## Filmographie

### Comme scénariste
- 1982 : L'Épée sauvage

### Comme producteur
- 1982 : L'Épée sauvage
- 1985 : Le Dernier Missile (en)
- 1987 : Le Trésor de San Lucas (en)
- 1988 : Alien from L.A.
- 1989 : Cyborg
- 1990 : Captain America
- 1991 : Kickboxer 2 : Le Successeur
- 1992 : Nemesis
- 1993 : Les Chevaliers du futur
- 1994 : Double Dragon
- 1994 : Hong Kong 97
- 1995 : Heatseeker (ru)
- 1995 : Nemesis 2
- 1996 : Nemesis 3: Prey Harder
- 1996 : Omega Doom (en)
- 1996 : Adrénaline
- 1996 : Nemesis 4: Death Angel
- 1997 : Prise d'otages à Atlanta
- 1997 : Mean Guns
- 1998 : Postmortem (en)
- 1999 : The Wrecking Crew (en)
- 1999 : Urban Menace (en)
- 1999 : Corrupt (en)
- 2001 : Driven
- 2001 : En territoire ennemi
- 2003 : Shanghai Kid 2
- 2003 : Espion et demi
- 2005 : Tout est illuminé
- 2006 : L'Illusionniste
- 2008 : 10 000
- 2008 : Max Payne
- 2009 : Une arnaque presque parfaite
- 2011 : Le Dernier des Templiers
- 2012 : L'Homme aux poings de fer
- 2013 : Die Hard : Belle journée pour mourir (A Good Day to Die Hard)
- 2019 : À couteaux tirés  (Knives Out) de Rian Johnson
- 2022 : Glass Onion : Une histoire à couteaux tirés de Rian Johnson
- 2024 : Killer Heat de Philippe Lacôte

### Comme assistant-réalisateur
- 1997 : Mean Guns

## Récompenses et distinctions
Nominations
- Saturn Award :
  - Saturn Award du meilleur scénario 1983 (L'Épée sauvage)